# Смолян (нос)
Нос Смолян (на английски: Smolyan Point) е покрит с лед нос от северозападната страна на входа в залива Емона, остров Ливингстън. Разположен 1,85 км на североизточно от нос Ереби и 3.72 км северозападно от нос Хесперидес. Завършва с широка 25 м и висока 4 м скала. От носа тръгват характерни радиални пукнатини в ледника. Оформен в резултат на отдръпването на Пимпирев ледник в края на XX век.
Наименуван е на град Смолян. Името е официално дадено на 28 юли 1997 г.
Българско топографско проучване през 1995/1996 г. Българско картографиране от 1996 г., 2005 г. и 2009 г.

## Карти
- Л. Иванов, Livingston Island: Central-Eastern Region. Топографска карта в мащаб 1:25000. София: Комисия по антарктическите наименования, 1996.
- L.L. Ivanov et al, Antarctica: Livingston Island, South Shetland Islands (from English Strait to Morton Strait, with illustrations and ice-cover distribution), 1:100000 scale topographic map, Antarctic Place-names Commission of Bulgaria, Sofia, 2005
- Л. Иванов. Антарктика: Остров Ливингстън и острови Гринуич, Робърт, Сноу и Смит. Топографска карта в мащаб 1:120000. Троян: Фондация Манфред Вьорнер, 2009. ISBN 978-954-92032-4-0
- Л. Иванов. Карта на остров Ливингстън. В: Иванов, Л. и Н. Иванова. Антарктика: Природа, история, усвояване, географски имена и българско участие. София: Фондация Манфред Вьорнер, 2014. с. 18 – 19. ISBN 978-619-90008-1-6